# Tommy Castro
Tommy Castro (* 15. April 1955 in San José, Kalifornien) ist ein US-amerikanischer Bluesgitarrist.

## Leben
Schon mit zehn Jahren zeigte er Interesse an der Gitarre und hörte Bluesgrößen wie Eric Clapton, Mike Bloomfield und Elvin Bishop. Als er sich näher mit Blues beschäftigte, begeisterte ihn das Gitarrespiel von B. B. King, Buddy Guy, Muddy Waters, Elmore James und Freddie King, genauso wie die Gesangsstile von Ray Charles, Otis Redding, Wilson Pickett und James Brown. Bis 1991, dem Jahr der Gründung der Tommy Castro Band, spielte er in verschiedenen Bands in der Bay Area. Schon 1993 gewann die Band den Bay Area Music Award als beste Clubband des Jahres, einen Erfolg, den sie im nächsten Jahr wiederholen konnte. Die Arbeit als Hausband für die NBC Sendung Comedy Showcase steigerte ihre Popularität, da sie unmittelbar nach „Saturday Night Live“ ausgestrahlt wurde und so viele Zuseher erreichte. 1996 nahmen sie ihr erstes Album auf, Exception to the Rule, das von der Kritik positiv aufgenommen wurde, ebenso wie sein zweites, das ihn im ganzen Land bekannt machte. Castro kam auf das Titelbild der Blues Revue und erhielt einen speziellen Artikel, der voll des Lobes war. Auf seinem dritten Album traten Delbert McClinton und Dr. John als Gastmusiker auf. 2000 wurde das Album „Live at the Fillmore“ veröffentlicht, von dem auch B. B. King beeindruckt war. 2001 verließ er Blind Pig Records und nahm danach für verschiedene Labels Alben auf. Sein letztes Werk, „Hard Believer“ erschien bei Alligator Records. 2010 wurde er für den Blues Music Award in vier Kategorien nominiert. (Entertainer of the Year, Contemporary Blues Album of the Year, Blues Male Artist of the Year, Band of the Year)

## Zitate
- Castro verbindet das erdige Gefühl eines Albert Collins und B. B. King mit der Geschliffenheit eines Robert Cray. (Billboard)[4]
- ... der nächste Bluesrock-Held (Garvin Report)[5]
- Der Blues ist in guter Hand. (Carlos Santana)[6]

## Auszeichnungen
- 2008: Blues Music Award in der Kategorie „Contemporary Blues Album of the Year“ für Painkiller
- 2010: Blues Music Awards in den Kategorien „Entertainer of the Year“, „Band of the Year“, „Contemporary Blues Male Artist“ und „Contemporary Blues Album of the Year“ für Hard Believer
- 2022: Blues Music Awards in den Kategorien „Album of the Year“, „Entertainer of the Year“ und „Band of the Year“
- 2022: Blues Music Award als „Entertainer of the Year“
- 2025: Blues Music Award als „Blues Rock Artist of the Year“

## Charts
Billboard Charts
- 1999 Right as Rain Top Blues Albums #12
- 2000 Live at the Fillmore Top Blues Albums #13
- 2001 Guilty of Love Top Blues Albums #4
- 2003 Gratitude Top Blues Albums #7
- 2005 Soul Shaker Top Blues Albums #2
- 2007 Painkiller Top Blues Albums #2
- 2007 Painkiller Top Heatseekers #47
- 2009 Hard Believer Top Blues Albums #2

## Diskographie

### Alben

#### Als Tommy Castro
- No Foolin' (1994)
- Exception To The Rule (1995)
- Can't Keep A Good Man Down (1997)
- Right As Rain (1999)
- Live At The Fillmore (2000)
- Essential Tommy Castro (2001)
- Guilty of Love (2001)
- Triple Trouble (2003)
- Gratitude (2003)
- Soul Shaker (2005)
- Painkiller (2007) 2008 Blues Music Award Bestes zeitgenössisches Blues Album[7]
- Hard Believer (2009)[8][9]
- The Legendary Rhythm & Blues Revue: Live! (2011)[10]

#### Als Tommy Castro & The Painkillers
- The Devil You Know (2014)
- Method To My Madness (2015)
- Stompin' Ground (2017)
- Killin' It Live (2019)[11]

### DVD
- Tommy Castro - Live At The Fillmore (1999)
- Tommy Castro - Whole Lotta Soul (2005)[12]